# دوقلوهای بلا
بریانا مونیک دنیلسون (به انگلیسی: Brianna Monique Danielson) و استفنی نیکول گارسیا کول ایس (به انگلیسی: Nicole Garcia-ColaceStephanie) دوقلوهای مدل و کشتی‌گیر حرفه‌ای آمریکایی هستند. آن‌ها با نام‌های بری بلا و نیکی بلا در گروه دوقلوهای بلا (به انگلیسی: The Bella Twins) در دبلیو دبلیو ای کار می‌کنند.
بری بلا همسر دنیل برایان و نیکی بلا نامزد سابق جان سینا است.
هر دو آن‌ها از قهرمانان سابق دیواز هستند. نیکی بلا با ۳۰۱ روز قهرمانی توانست عنوان طولانی‌ترین قهرمان دیواز را به خود کسب کند.
همچنین نیکی بلا به عنوان بهترین دیوای سال ۲۰۱۵ از سوی مردم انتخاب شد، نام فینیشر نیکی بلا:رک اتک، نام فینیشر بری بلا:بلا باستر.

## کودکی
دوقلوها با فاصله ۱۶ دقیقه از کتی کول ایس و جون گارسیا متولد شدند. بریانا و نیکول در آریزونا بزرگ شدند و دارای نژاد ایتالیایی و مکزیکی هستند. در سال دوم مدرسه به دلیل علاقه شدید به فوتبال، در باشگاه اسکاتسدیل بازی می‌کردند. در سال سوم، با درخواست مادرشان در کلاس‌های جداگانه قرار گرفتند تا از هم مستقل شوند. دوقلوها در سال ۲۰۰۲ از دبیرستان چاپارال فارغ‌التحصیل شدند. سپس هر دو برای دانشگاه به سن دیگو رفتند اما یک سال بعد به لس آنجلس نقل مکان کردند. در این مدت در یک هتل پیش خدمتی می‌کردند تا آژانسی استعدادیابی پیدا کنند.
سپس شروع به مادلینگ، بازیگری و کارهای دیگر کردند. اولین حضور تلویزیونی آن‌ها در برنامه واقع گرایانه فاکس بنام «ملاقات با مردم من» بود. در همین راستا آن‌ها استخدام شدند تا دوقلوهای جام جهانی بادویزرباشند و چندین عکس گرفتند. سپس در مسابقات «جستجوی دوقلوها» در سال ۲۰۰۶ شرکت کردند. هم چنین در «جستجوی دیوا» در سال ۲۰۰۶ شرکت کردند اما موفق نشدند.

## دوره کشتی حرفه‌ای

### دبلیو دبلیو ای

#### اف سی دبلیو (۲۰۰۷–۲۰۰۸)
آنها در ژوئن ۲۰۰۷ با دبلیو دبلیو ای قراردادی وسیع بستند و وارد اف سی دبلیو شدند. در ۱۵ سپتامبر ۲۰۰۷، کارشان را با نام دوقلوهای بلا در مسابقه‌ای مقابل ناتالیا نایدهارت و کریسی وین با داوری ویژه ویکتوریا کراوفورد شروع کردند و پیروز شدند. بعد از آن ماجرایی با نایدهارت و کراوفورد آغاز کردند و در اکتبر ۲۰۰۷ مسابقات زیادی با آن‌ها داشتند. در ماجرای مسابقاتشان وقتی یکی از آن‌ها آسیب می‌دید، بدون اطلاع داور جایشان را با هم عوض می‌کردند. آن‌ها هم چنین در مسابقات تیمی مختلط در کنار کشتی گیران مرد زیادی از جمله کوفی کینگستون و روبرت آنتونی داشتند. هم چنین در برنامه‌های هیث اسلتر بنام «ساعت شادی» شرکت کردند.
در دسامبر ۲۰۰۷ دوقلوها مدیریت دریک لینکین را به عهده گرفتند. اما وقتی در ژانویه ۲۰۰۸ لینکین از کمپانی رفت، این ماجرا تمام شد. سپس دوباره به دشمنی با نایدهارت و کرافورد پرداختند و در سال ۲۰۰۸ مسابقات زیادی با آن‌ها داشتند. بعد از اینکه در آوریل ۲۰۰۸، نایدهارت به بخش اصلی کمپانی منتقل شد، میلنا روکو جایش را در دشمنی با دوقلوها گرفت. دوقلوها در مسابقات بیکینی هم شرکت کردند و در برابر کسانی چون کیتی لی برچیل و دیزی کشتی گرفتند. آخرین حضور آن‌ها در اف سی دبلیو در دو سپتامبر بود. وقتی که در بتل رویال دیواها شرکت کردند و موفق نشدند.

#### تغییر برند (۲۰۰۸–۲۰۱۱)

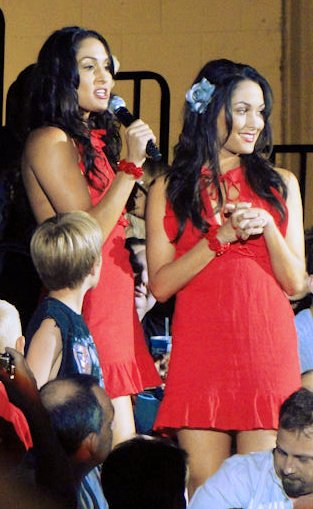

در ۲۹ اوت ۲۰۰۸ در اسمکدان، بریانا با نام بری بلا توانست ویکتوریا را شکست دهد. سپس سریعاً دشمنی با ویکتوریا و ناتی نایدهارت (با نام جدید ناتالیا) را شروع کرد. در هر مسابقه بری از رینگ خارج می‌شد و به زیر رینگ می‌رفت. سپس با نیروی تازه حارج می‌شد و برنده می‌شد. در ۳۱ اکتبر وقتی بری به زیر رینگ رفت، ویکتوریا پایش را گرفت ولی یک جفت پای دیگر به او لگد زد و معلوم شد شخص دیگری زیر رینگ است. همان هفته در اسمکدان بری در برابر ویکتوریا پیروز شد و بعد برای فرار از دست ناتالیا و زیر رینگ را گشتند و بری و نیکول را بیرون کشیدند. دوقلوها سپس حمله کردند و پیروزیشان را جشن گرفتند. نیکول با نام نیکی معرفی شد. آن‌ها اولین مسابقه‌شان به عنوان تیم را در ۲۱ نوامبر برگزار کردند و ویکتوریا و ناتالیا را شکست دادند. آن‌ها برای چند ماه بعد هم تیمی مسابقه دادند.
با آغاز نوامبر آن‌ها رابطه‌ای نمایشی با کولون‌ها (کارلیتو و پریمو) آغاز کردند. در فوریه ۲۰۰۹ ماجرا به جان موریسون و میز کشیده شد که با دوقلوها لاس می‌زدند و در روز ولنتاین با آن‌ها قرار داشتند. این قرار باعث دشمنی بین موریسون و میز با کارلیتو و پریمو شد. آن‌ها برای جلب علاقه دوقلوها با هم مبارزه می‌کردند چون ظاهراً دوقلوها نمی‌توانستند بین آن‌ها انتخاب کنند. در ۱۷ مارس کارلیتو و پریمو که هدفشان موریسون و میز بود، تصادفاً روی صورت بری، سیب تف کردند. نیکی به اتفاق خندید و مبارزه‌ای بین دوقلوها درگرفت. نهایتاً نیکی با موریسون و میز رفت و بری با پریمو و کارلیتو ماند. همان هفته بری اولین مسابقه اش در برابر نیکی را برد. در ۳۱ مارس نیکی با کمک میز و موریسون توانست بری را شکست دهد.
در ۱۵ آوریل ۲۰۰۹، دوقلوها به راء منتقل شدند. در ۲۷ آوریل، بری در مسابقه ۸ نفری تیمی شرکت کرد که گروهش برد. نیکی هم در اتحاد دوباره با بری، زیر رینگ می‌رفت و در مسابقات به بری کمک می‌کرد. سپس همان ماه، نیکی در بتل رویالی شرکت کرد اما توسط بث فینیکس حذف شد.
در ۲۹ ژوئن ۲۰۰۹ هر دو به برند ای سی دبلیو رفتند. همان شب در برنامه آبرهام واشینگتن به عنوان مهمان ویژه شرکت کردند. سپس سریعاً دشمنی با کیتی لی برچیل را شروع کردند؛ زیرا نیکی در طول مسابقه بدون اطلاع داور جایش را با بری عوض کرد و برنده شد. همان هفته بری توانست در یک حابجایی دیگر برچیل را شکست دهد. نهایتاً وقتی نیکی در سپتامبر برچیل را شکست داد، این دشمنی پایان یافت.
در ۱۲ اکتبر، دوقلوها دوباره به راء برگشتند. آن‌ها عموماً در پشت صحنه‌ها ظاهر می‌شدند. در ۴ ژانویه ۲۰۱۰ بری در مسابقه افتتاحیه کمربند دیواز شرکت کرد ولی در دور اول به ماریس باخت. در ژوئن ۲۰۱۰ آن‌ها شروع به دشمنی با جیلیان هال کردند زیرا بری با تغییر حایش با نیکی توانست او را شکست دهد. همان هفته نیکی با جایگزینی بری دوباره هال را شکست داد. این دشمنی وقتی شدت یافت که دوقلوها داور ویژه یکی از مسابقات هال شدند. در طول مسابقه هال به دوقلوها حمله کرد اما در نهایت نیکی با انجام سریع شمارش، باعث شکست هال در برابر گیل کیم شد. هفته بعد دوقلوها هال و ماریس را شکست دادند و دشمنی به پایان رسید.
در ۳۱ آگوست دوقلوهای بلا اعلام کردند بخشی از فصل ۳ ان اکس تی خواهند بود و جیمی را هدایت می‌کنند. جیمی اولین کسی بود که در ۵ اکتبر از مسابقات حذف شد. در نوامبر دشمنی دوقلوها داستانی با دنیل برایان آغاز کردند و بری او را در در ورود به رینگ همراهی کرد. بعد از برد برایان، نیکی وارد شد و با خواهرش سر جلب توجه برایان دعوا کرد. اما در نهیت برایان هردو را بغل کرد. آن‌ها در طول دو ماه بعد شروع به مدیریت و همراهی برایان کردند. در ژانویه ۲۰۱۰ دوقلوها شرور شدند زیرا برایان را در حال بوسیدن گیل کیم دیدند. آن‌ها به مقابله و حمله به کیم ادامه دادند و در ۷ فوریه با ملینا در برابر کیم، ایو تورس و تامینا شکست خوردند.

### قهرمانی دیواز (۲۰۱۱–۲۰۱۲)
در ۱۴ فوریه دوقلوها به عنوان لامبرجک در مسابقه قهرمانی ایو تورس و ناتالیا شرکت کردند و این باعث آغاز دشمنی بین آن‌ها و تورس شد. در ادامه این مسابقه آن‌ها در پشت صحنه به تورس حمله کردند تا اینکه کیم و ناتالیا متوقفشان کردند. هفته بعد آن‌ها در مسابقه‌ای تیمی تورس و کیم را شکست دادند. همان هفته نیکی توانست بتل رویالی را ببرد و فرصت رویارویی در برابر تورس برای قهرمانی دیواز را کسب کند. در ۱۷ مارس این مسابقه انجام شد ولی نیکی باخت. در ۱۱ آوریل بری با شکست تورس قهرمان دیواز شد و این اولین باری بود که این دوقلو در دبلیو دبلیو ای قهرمان شد. بری با موفقیت توانست با جابجایی اش با نیکی در برابر کلی کلی کمربندش را حفظ کند. در ۲۰ ژوئن کلی کلی با رأی مردم انتخاب شد و دربرابر بری قرار گرفت اما باخت. در ۱۷ ژوئن کلی کلی نهایتاً بری را شکست داد و قهرمان شد. بعداً در ریمچ این دو مقابل هم قرار گرفتند اما بری ناموفق بود.
دوقلوها بقیه سال را به صورت تگ تیم سپری کردند و معمولاً با کلی کلی و تورس روبرو می‌شدند. بعد از اینکه هردو در مسابقاتشان به‌ای جی باختند، برای دومین بار از آغاز ورودشان به کمپانی شروع به اختلاف با هم کردند. بعد از مسابقه بری با ای جی، نیکی فاش کرد که بری برای تیم جانی و خودش برای تیم تدی در رسلمینیای ۲۸ کار خواهد کرد.
در ۶ آوریل نیکی توانست قهرمان دیواز، بث فینیکس را با کمک کلی کلی شکست دهد. در ۲۳ آوریل نیکی در مسابقه‌ای لامبرجک فینیکس را شکست داد و قهرمان دیواز شد. بعد از تنها یک هفته، در مسابقه قهرمانی با لیلا نیکی جایش را با بری عوض کرد ولی بری باخت و کمربند نیکی به لیلا رسید. شب یعد، در آخرین مسابقه‌شان برای ان کمپانی در برابر لیلا در مسابقه‌ای سه‌گانه باختند. همان شب در سایت کمپانی اعلام شد مدیر اجرایی، ایو تورس، دوقلوها را اخراج کرده است.

### مسیرهای مستقل (۲۰۱۲–۲۰۱۳)
در ۱ می ۲۰۱۲ دوقلوها در اولین نمایش مستقلشان در نیویورک ظاهر شدند. سپس در ۱۵ سپتامبر در CTWE ظاهر شدند درجالیکه هر کدام یک کشتی‌گیر را همراهی می‌کردند.

### بازگشت به دبلیو دبلیو ای (۲۰۱۳–۲۰۱۴)

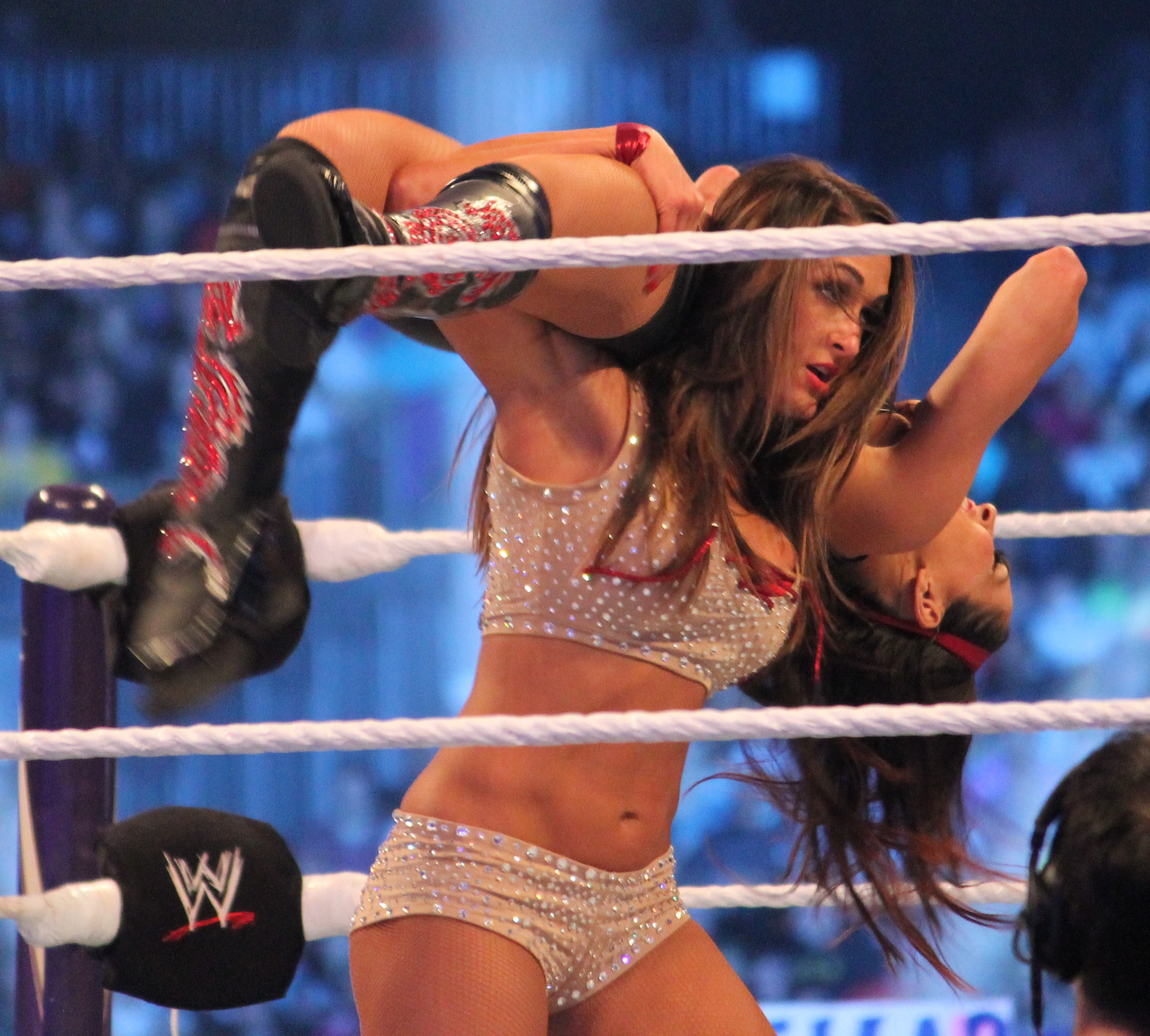
نیکی بلا درحال اجرای «بک بریکر» روی بری بلا در رسلمینیای ۳۰

در ۱۱ مارس ۲۰۱۳ دوقلوها به کمپانی برگشتند و در پشت صحنه با تیم رودز اسکولارز (کودی رودز و دمین ساندو) روبرو شدند. در ۱۵ مارس دوقلوها به گروه فانکاداکتیلز (کامرون و نائومی) حمله کردند. همان هفته هم در مسابقه بین تیم رودز اسکولارز و برودوس کلی و تنسای دخالت کردند اما کامرون و نائومی به آن‌ها حمله کردند. در ۲۷ مارس دوقلوها در برابر فانکاداکتیلز با دخالت رودز بردند. قرار بود دوقلوها در مسابقه ۸ نفره تیمی در کنار تیم رودز اسکولارز دربرابر کلی و تنسای و فانکاداکتیلز در رسلمینیای۲۹ قرار گیرند. اما این مسابقه به دلیل کمبود وقت کنسل شد. در عوض این مسابقه در راء برگزار شد و تیم تنسای، کلی و فانکاداکتیلز بردند. دوقلوها به دشمنی با فانکاداکتیلز ادامه دادند و در مسابقه ۶نفره تیمی از آن‌ها بردند. در ژوئن ۲۰۱۳ نیکی دچار شکستگی درشت نی زانو شد.
در ژوئیه ۲۰۱۳ با شروع برنامه توتال دیواز دوقلوها شروع به دشمنی با همکارشان در این برنامه، ناتالیا، کردند. سپس بازیگران توتال دیواز طی داستانی شروع به دشمنی با قهرمان دیواز، ای جی، کردند زیرا او این برنامه و بازیگرانش را مسخره کرده بود. بری در مسابقه‌ای ۴ نفره شامل ناتالیا و نائومی برای قهرمانی دیواز مقابل ای جی قرار گرفت اما موفق نبود. بعد از نامزدی واقعی بری با دنیل برایان، رابطه آن‌ها در تلویزیون کمپانی تصدیق شد. با ادامه دشمنی در اکتبر، بری و ای جی برای قهرمانی بارها مقابل هم قرار گرفتند اما بری موفق نبود. در ۲۵ اکتبر نیکی برگشت و به‌ای جی باخت. در سروایور سیریز، دوقلوها به عنوان عضوی از گروه توتال دیواز برنده شدند.
در رسلمینیای ۳۰ دوقلوها در مسابقه ۱۴ نفره ویکی گررو برای قهرمانی دیواز شرکت کردند ولی موفق نبودند.

### (۲۰۱۶)
نیکی بلا در یکی از مسابقاتش در سال ۲۰۱۵ مصدوم شد و همین مصدومیت وی شایعاتی مبنی بر اینکه وی دیگر توان مسابقه دادن را ندارد پخش کرده.
بری بلا هم در سال ۲۰۱۶ از دنیای کشتی کج کناره‌گیری کرد.
(۲۰۱۸)
نیکی و بری در سال ۲۰۱۸ در مسابقات رویال رامبل زنان ۲۰۱۸ شرکت کردند و توانستند خیلی‌ها را حذف کنند. در آخر مسابقه دوقلوهای بلا و آسکا باقی ماندند که بری به دلیل خیانت نیکی حذف شد. و آسکا موفق شد نیکی را حذف کند و به رسلمنیای ۳۴ راه پیدا کند

## سایر کارهای رسانه‌ای

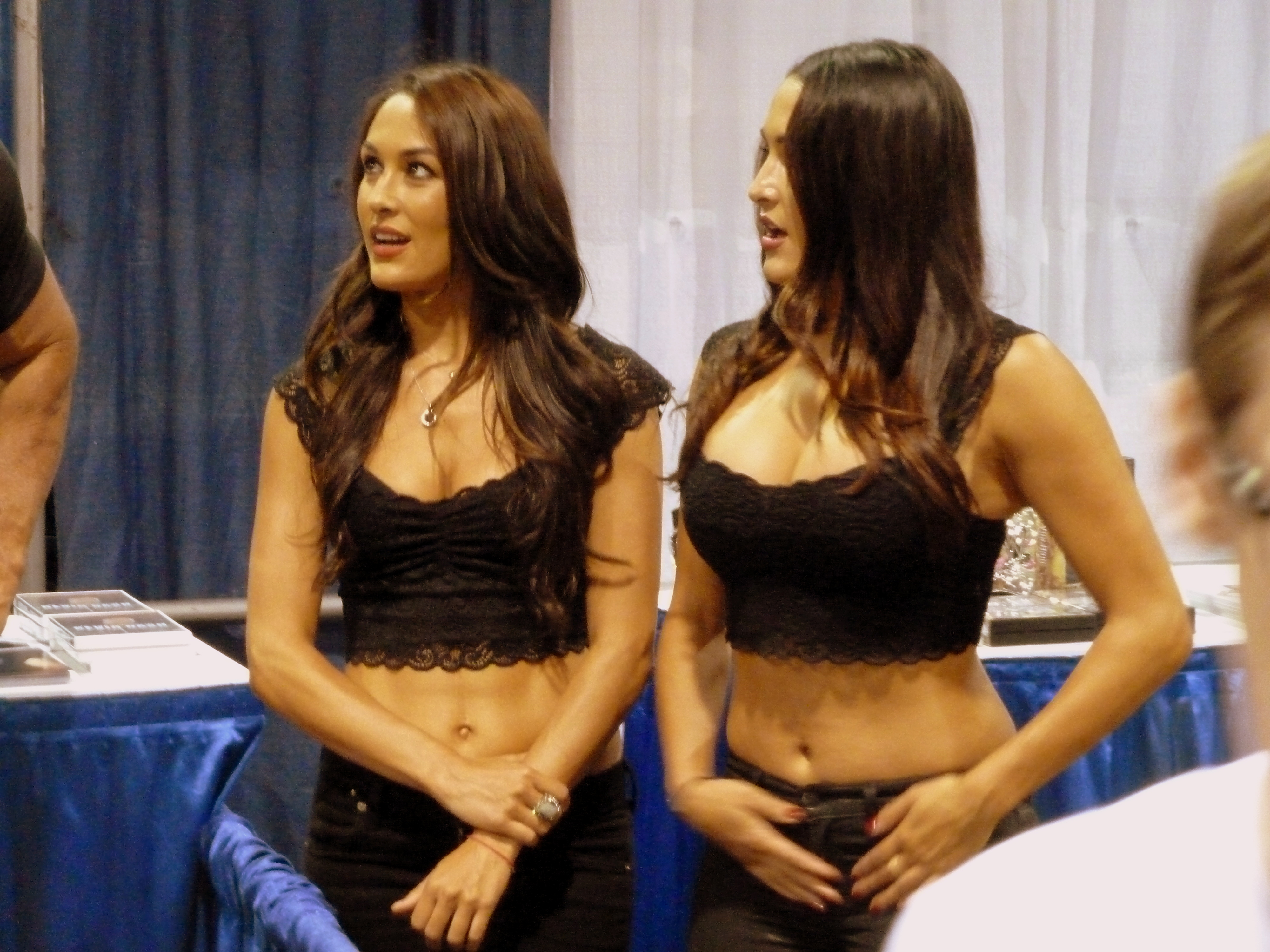
بری (چپ) و نیکی (راست) در همایشی در سال ۲۰۱۲

در اکتبر ۲۰۱۲ بری و نیکی به عنوان مهمان در برنامه‌ای در شبکه MTV ظاهر شدند. در می ۲۰۱۳ دوقلوها در برنامه‌ای جدید در شبکه یوتیوب کمپانی با مجریگری جان بردشاو لیفیلد و مایکل کول حضور داشتند. نیکی در مراسم دوشیزه آمریکا ۲۰۱۳ به عنوان یکی از داورها ظاهر شد. بری و نیکی در فیلم مستقل «اعتراف‌های مرد زن پرست» حضور داشتند. هم چنین صداپیشگی فیلم عصر حجر را عهده‌دار هستند. در سال ۲۰۱۴ آن‌ها به عنوان دوتا از مجری‌های برنامه MTV Ema حاضر شدند. آن‌ها جزء بازیگران برنامه توتال دیواز هستند.

## زندگی شخصی
در سپتامبر ۲۰۱۳، بریانا و دوست پسرش کشتی‌گیر حرفه‌ای، دنیل براین، نامزدی خود را اعلام کردند. این زوج در ۱۱ آوریل ۲۰۱۴ ازدواج کردند. نیکول در برنامه توتال دیواز فاش کرد که یک مأمور املاک واجد شرایط است. بری بلا در آخرین مسابقه خود را در رسلمنیا۳۲ انجام داد و بعد از ان اعلام کرد که برای اینکه می‌خواهد مادر بشود از دنیای کشتی کج کناره‌گیری کرد.